# New Bucks Head
New Bucks Head is een voetbalstadion met plaats voor 6.300 toeschouwers in Telford. Het is de thuisbasis van de voetbalclub AFC Telford United en voorheen van de failliet gegane voorloper Telford United FC